# Humberto Osorio
Humberto Segundo Osorio Botello (Valledupar, Cesar, Colombia; 24 de junio de 1988) es un futbolista colombiano que juega como delantero y actualmente se encuentra sin equipo.

## Trayectoria

### Inicios
Debutó en el 2006 jugando para el América de Cali, donde jugó en la norma Sub-18 hasta finales de 2007. Luego fue cedido al Estudiantes de Mérida de la Primera División de Venezuela para jugar la segunda parte de la temporada 2007/08.

### América de Cali
En junio de 2008 volvió al América teniendo buenas actuaciones y anotando varios goles. Tan solo jugó 9 partidos, aunque en ellos dos anotó dos goles quedándose con un porcentaje de 0,22 goles por partido.

### Atlético Bucaramanga
Para la temporada 2009 fue fichado por el Atlético Bucaramanga de la segunda división del fútbol colombiano, en el que fue el goleador del Torneo Apertura. Jugó un total de 16 partidos en los que consiguió anotar un total de 11 goles, acabando con un alto porcentaje de 0,69 goles por partido. Además anotó 2 goles en la Copa Colombia.

### Cúcuta Deportivo
Gracias a ello fue fichado por el Cúcuta Deportivo por 1 año y medio. En el equipo rojinegro disputó solo 23 partidos, la mayoría como suplente, y aunque jugará tan pocos partidos convirtió 7 goles. Cinco de esos goles los anotó en la Copa de Colombia donde se convirtió en el máximo goleador de la competición con diferencia.

### Ayacucho FC
En 2011 tuvo su segunda experiencia en el exterior, esta vez jugando para el Ayacucho FC de la Primera División de Perú, donde jugó 24 partidos por el Torneo Descentralizado con lo cual fue el segundo máximo goleador del torneo con 16 goles y clasificó a su equipo a la Copa Sudamericana por primera vez en su historia. Su media goleadora fue de 0,63 goles por partido en su único año en el Perú.

### Millonarios FC
En enero de 2012 fichó con el Millonarios para afrontar la Liga Colombiana, la Copa Colombia y la Copa Sudamericana. Durante el primer semestre (Torneo Apertura), ingresó como suplente durante el clásico bogotano frente a Santa Fe y en solo 38 minutos convirtió un triplete en la derrota de su equipo por 3 a 4. Su último partido en Millonarios, fue, igualmente en un clásico contra el rival de campo de su equipo Millonarios, Santa Fe en el cual anotó un gol junto con Wason Rentería que en esta fecha estaba debutando en el club. Al finalizar el semestre convirtió 12 goles en el torneo, terminando así como segundo máximo anotador del campeonato junto con Giovanni Hernández. Jugó 19 partidos (17 por Liga y 2 por Copa Colombia) y marcó 12 goles (todos por Liga).

### San Martín de San Juan
Semanas después firmó contrato con San Martín de San Juan de San Juan de la Primera División de Argentina. En su debut convirtió un gol en la victoria de su equipo por 4 a 0 frente al Arsenal. Frente al All Boys anotó su primer doblete con su nuevo club en la victoria 2 a 1 de los sanjuaninos. Durante el Torneo Inicial 2012 marcó 9 goles en 13 partidos, siendo el goleador de su equipo. El 13 de abril de 2013 Osorio le convirtió tres goles a Boca Juniors por el Torneo Final para sellar una victoria histórica del equipo sanjuanino por 6-1. Al finalizar la temporada su club terminó descendiendo perdiendo 3 a 1 en la última fecha del torneo final 2013 frente a River Plate. Con el club sanjuanino consiguió anotar 11 goles en 28 partidos siendo el goleador del club en la temporada 2012/13.

### Real Valladolid
Después del descenso del club sanjuanino, firma un contrato de 3 años con el Real Valladolid de España. Su primer gol en España lo convierte frente al Málaga CF por la séptima fecha de la liga española 2013/14 en el empate a dos de su equipo frente al club andaluz. En el partido Valladolid - Elche anotó 2 goles quedando el partido 2-2. (En este partido no salió de titular desde el principio). Y el 7 de mayo de 2014 anota un gol en los últimos minutos ante el Real Madrid en la trigésimoquinta jornada de liga, logrando que el Merengue se quede sin chances de salir campeón.

Por el descenso del equipo a la Segunda División de España para la temporada 2014/15, se acuerda una rescisión bilateral de contrato entre el club y el jugador. 

### Dorados de Sinaloa
Para ese entonces lo mandan a jugar a préstamo 1 año con Dorados de Sinaloa, aunque no tuvo muchos minutos.

### Club Tijuana
Para el 2015 se decidió que fuera el 5.º refuerzo extranjero de Club Tijuana donde usaría el dorsal número 10, donde no contó con oportunidades y las lesiones no permitieron su correcto desempeño.

### Defensa y Justicia
El.31 de diciembre es confirmado como refuerzo de Defensa y Justicia para el 2016. Su debut sería el 17 de febrero en la victoria de su equipo 4-1 sobre Atlético Rafaela.

### Independiente Santa Fe
El 14 de junio es confirmado como refuerzo de Independiente Santa Fe para el segundo semestre de 2016, llegaría en préstamo por un año por el Club Tijuana. En la tercera fecha del Torneo Finalización del 2016, jugada el 13 de julio, anotó su primer gol con la camiseta del equipo capitalino. El 28 de julio anotó el empate parcial de Independiente Santafé en el partido de ida de los cuartos de final de la Copa Colombia 2016 contra el Deportes Quindío, en un reñido encuentro que terminó 2 a 1 a favor del cuadro rojo. El 10 de agosto del 2016, en la ciudad de Kashima, Japón, anotó el gol de la victoria 1-0 del equipo cardenal, con el que derrotó al Kashima Antlers y se coronó campeón de la Copa Suruga Bank 2016. Jugó la Copa Sudamericana 2017 donde fue eliminado en octavos de final por Club Libertad.

### Rionegro Águilas
El 8 de febrero es confirmado como nuevojugador del Rionegro Águilas de la Categoría Primera A. Su primer gol lo marca el 24 de febrero en la victoria 2 a 0 sobre el líder Independiente Medellín quitándole el invicto de 4 fechas en el campeonato. El 9 de marzo marca su primer doblete con el club dándole la victoria a su equipo 3 a 1 sobre Millonarios FC marcando un gol de tiro libre y saliendo como la figura del partido.
El 29 de septiembre marca el gol del empate a un gol de tiro penal en casa del Deportes Tolima. Su último gol del año lo también de tiro penal hace el 22 de noviembre por los cuartos de final ida en la derrota 2-3 contra el Atlético Junior donde quedarían eliminados en un global de 4-3. Al final de la temporada marca 13 goles en 33 partidos disputados.

### San Martín de San Juan
El 7 de enero de 2019 se confirma su regreso al Club Atlético San Martín de la Primera División de Argentina. Debuta el 25 de enero en el empate a un gol como visitantes contra CA Banfield ingresando en el segundo tiempo. El 16 de febrero marca su primer gol con el club en los últimos minutos del encuentro para el empate 1-1 frente a CA Independiente.

### Jorge Wilstermann
El 2 de marzo de 2020 es confirmado como nuevo jugador del Jorge Wilstermann de la Primera División de Bolivia con el que jugara la Copa Libertadores. El 3 de marzo debuta de manera oficial por la Copa Libertadores 2020 en la derrota por la mínima como visitantes ante CA Peñarol ingresando en el segundo tiempo. 

## Estadísticas
| América de Cali · Colombia | 1.ª           | 2006-07       | 11  | 3   | -  | -  | -  | - | 11  | 3   | 0,27 |
| Estudiantes de Mérida · Venezuela | 1.ª           | 2007-08       | 11  | 3   | -  | -  | -  | - | 11  | 3   | 0,27 |
| Estudiantes de Mérida · Venezuela | Total club    | Total club    | 11  | 3   | -  | -  | -  | - | 11  | 3   | 0,27 |
| América de Cali · Colombia | 1.ª           | 2008          | 9   | 2   | -  | -  | -  | - | 9   | 2   | 0,22 |
| América de Cali · Colombia | Total club    | Total club    | 20  | 5   | -  | -  | -  | - | 20  | 5   | 0,25 |
| Atlético Bucaramanga · Colombia | 2.ª           | 2009          | 22  | 11  | 2  | 2  | -  | - | 24  | 13  | 0,54 |
| Atlético Bucaramanga · Colombia | Total club    | Total club    | 22  | 11  | 2  | 2  | -  | - | 24  | 13  | 0,54 |
| Cúcuta Deportivo · Colombia | 1.ª           | 2009          | 7   | 1   | -  | -  | -  | - | 7   | 1   | 0,14 |
| Cúcuta Deportivo · Colombia | 1.ª           | 2010          | 8   | 1   | 8  | 5  | -  | - | 16  | 6   | 0,38 |
| Cúcuta Deportivo · Colombia | Total club    | Total club    | 15  | 2   | 8  | 5  | -  | - | 23  | 7   | 0,30 |
| Inti Gas · Perú | 1.ª           | 2011          | 24  | 15  | -  | -  | -  | - | 24  | 15  | 0,63 |
| Inti Gas · Perú | Total club    | Total club    | 24  | 15  | -  | -  | -  | - | 24  | 15  | 0,63 |
| Millonarios · Colombia · | 1.ª           | 2012          | 17  | 12  | 2  | 0  | -  | - | 19  | 12  | 0,61 |
| Millonarios · Colombia · | Total club    | Total club    | 17  | 12  | 2  | 0  | -  | - | 19  | 12  | 0,61 |
| San Martín (SJ) Argentina | 1.ª           | 2012-13       | 28  | 11  | -  | -  | -  | - | 28  | 11  | 0,39 |
| Real Valladolid · España · | 1.ª           | 2013-14       | 16  | 4   | 2  | 0  | -  | - | 18  | 4   | 0,22 |
| Real Valladolid · España · | Total club    | Total club    | 16  | 4   | 2  | 0  | -  | - | 18  | 4   | 0,22 |
| Dorados de Sinaloa · México · | 2.ª           | 2014-15       | 6   | 2   | 1  | 1  | -  | - | 7   | 3   | 0,43 |
| Dorados de Sinaloa · México · | Total club    | Total club    | 6   | 2   | 1  | 1  | -  | - | 7   | 3   | 0,43 |
| Club Tijuana · México · | 1.ª           | 2015          | 5   | 0   | 4  | 1  | -  | - | 9   | 1   | 0,11 |
| Club Tijuana · México · | Total club    | Total club    | 5   | 0   | 4  | 1  | -  | - | 9   | 1   | 0,11 |
| Defensa y Justicia Argentina | 1.ª           | 2016          | 7   | 0   | -  | -  | -  | - | 7   | 0   | 0    |
| Defensa y Justicia Argentina | Total club    | Total club    | 7   | 0   | -  | -  | -  | - | 7   | 0   | 0    |
| Santa Fe · Colombia · | 1.ª           | 2016          | 20  | 6   | 6  | 2  | 5  | 1 | 31  | 10  | 0,29 |
| Santa Fe · Colombia · | 1.ª           | 2017          | 9   | 0   | -  | -  | 1  | 0 | 10  | 0   | 0,00 |
| Santa Fe · Colombia · | Total club    | Total club    | 29  | 6   | 6  | 2  | 6  | 1 | 41  | 10  | 0,21 |
| Águilas Doradas · Colombia · | 1.ª           | 2018          | 33  | 13  | 2  | 0  | -  | - | 35  | 13  | 0,38 |
| Águilas Doradas · Colombia · | Total club    | Total club    | 33  | 13  | 2  | 0  | -  | - | 35  | 13  | 0,38 |
| San Martin (SJ) Argentina | 1.ª           | 2019          | 8   | 1   | 2  | 2  | -  | - | 10  | 3   | 0,3  |
| San Martin (SJ) Argentina | 1.ª           | 2020          | 9   | 2   | 2  | 0  | -  | - | 11  | 2   | 0,3  |
| San Martin (SJ) Argentina | Total club    | Total club    | 45  | 14  | 4  | 2  | -  | - | 49  | 16  | 0,32 |
| Jorge Wilstermann · Bolivia · | 1.ª           | 2020          | 0   | 0   | 0  | 0  | 3  | 1 | 3   | 1   | 0,33 |
| Jorge Wilstermann · Bolivia · | 1.ª           | 2021          | 20  | 9   | 0  | 0  | 8  | 5 | 28  | 14  | 0,50 |
| Jorge Wilstermann · Bolivia · | 1.ª           | 2022          | 7   | 1   | 1  | 1  | 7  | 2 | 15  | 3   | 0,20 |
| Jorge Wilstermann · Bolivia · | Total club    | Total club    | 27  | 10  | 1  | 1  | 18 | 8 | 46  | 18  | 0,39 |
| Independiente Petrolero · Bolivia · | 1.ª           | 2023          | 10  | 2   | 1  | 1  | -  | - | 11  | 3   | 0,27 |
| Independiente Petrolero · Bolivia · | Total club    | Total club    | 10  | 2   | 1  | 1  | 0  | 0 | 11  | 3   | 0,27 |
| Monagas SC · Venezuela · | 1.ª           | 2023          | 3   | 0   | 0  | 0  | 0  | 0 | 3   | 0   | 0,0  |
| Monagas SC · Venezuela · | Total club    | Total club    | 3   | 0   | 0  | 0  | 0  | 0 | 3   | 0   | 0    |
| Lobos UPNFM Honduras | 1.ª           | 2024          | 11  | 2   | -  | -  | -  | - | 11  | 2   | 0,18 |
| Lobos UPNFM Honduras | Total club    | Total club    | 11  | 2   | 0  | 0  | 0  | 0 | 11  | 2   | 0,18 |
| Total carrera | Total carrera | Total carrera | 301 | 101 | 32 | 14 | 24 | 9 | 357 | 124 | 0,34 |
| (1) Incluye datos de la Copa Colombia y Copa del Rey (2013-14). (2) Incluye datos de la Copa Sudamericana / Copa Suruga Bank. (3) No incluye goles en partidos amistosos. |               |               |     |     |    |    |    |   |     |     |      |

- Fuente: Fichajes.com, Ceroacero.es y BDFA.Arg.

## Palmarés

### Campeonatos nacionales
| Título                | Club            | País     | Año  |
| --------------------- | --------------- | -------- | ---- |
| Torneo Finalización   | América de Cali | Colombia | 2008 |
| Torneo Finalización   | Santa Fe        | Colombia | 2016 |
| Superliga de Colombia | Santa Fe        | Colombia | 2017 |

### Copas internacionales
| Título           | Club     | País           | Año  |
| ---------------- | -------- | -------------- | ---- |
| Copa Suruga Bank | Santa Fe | Kashima, Japón | 2016 |

### Distinciones individuales
| Distinción                                              | Año  |
| ------------------------------------------------------- | ---- |
| Goleador del Torneo Apertura de la Primera B (11 goles) | 2009 |

## Nota
1. ↑  Incluye: Copa Libertadores, Copa Merconorte, Copa Interamericana, Copa Sudamericna.